# Omphalotaceae
Die Omphalotaceae wurden 1985 als neue Familie der Ordnung Boletales von Bresinsky etabliert.  Derzeit werden sie den Champignonartigen (Agaricales) zugeordnet. Die Typusart der Familie ist der Dunkle Ölbaumtrichterling (Omphalotus olearius).

## Merkmale
Die Typusgattung Omphalotus besitzt Fruchtkörper mit Trichterlings- bis Seitlingshabitus, also Lamellenpilzfruchtkörper mit weit am Stiel herablaufenden Lamellen und relativ zäh-elastischem Fleisch. Das zäh-elastische Fleisch ist ein gemeinsames Merkmal aller Familienmitglieder. So zeigen die Fruchtkörper der meisten Arten der Familie Rüblings- bis Schwindlingshabitus. Insbesondere dünnfleischige Vertreter der Gattung Collybiopsis können oberflächlich gesehen mit Vertretern der Gattung der Schwindlinge (Marasmius) verwechselt werden, die jedoch der eigenen Familie der Schwindlingsverwandten (Marasmiaceae) angehören.
Innerhalb der Familie der Omphalotaceae gibt es auch Vertreter mit deutlich reduzierten Fruchtkörpern, ohne oder mit nur sehr kurzem, seitlichem Stiel, bis hin zu seitlich schüsselförmigen Fruchtkörpern mit netzig-lamelliger Fruchtschicht – so bei Gymnopanella nothofagi. Pusillomyces manuripoides besitzt keine Lamellen mehr, sondern unterseits glatte, dünnfleischige, trichterförmige Fruchtkörper mit dünnem Stiel, die häufig direkt an starren Rhizomorphen generiert werden. Mit diesen Rhizomorphen überbrückt er am lebenden Baum die Abstände zwischen einzelnen, besiedelten Blättern. Auf diesen Rhizomorphen im Luftraum werden teils viele Fruchtkörper gebildet. Es werden aber auch direkt auf dem Substrat (nekrotische Bereiche der befallenen Blätter) Fruchtkörper gebildet.
Einige Arten riechen sehr stark nach (teils fauligem) Kohl, Knoblauch, Lauch. Alle Vertreter der Gattung der Knoblauch-Schwindlinge (Mycetinis) zeigen einen Lauch- bis Knoblauchgeruch, während in den Gattungen Gymnopus s. str., Collybiopsis und Paragymnopus bei manchen Arten der unangenehm faulige Lauch- oder Kohlgeruch auftritt.
Die Typusgattung Omphalotus und die Vertreter der Gattung Lampteromyces zeigen das Phänomen der Biolumineszenz.

## Verbreitung und Ökologie
Die Familie ist weltweit verbreitet.
Die Vertreter der Omphalotaceae sind meist Saprobionten  auf Holz oder in der Streu, es sind aber mit der Gattung der Rosasporrüblinge (Rhodocollybia) auch Ektomykorrhiza-bildende Arten bekannt. Pusillomyces manuripoides besiedelt als Parasit lebende Blätter und löst hier Nekrosen aus. Schließlich wird das abgestorbene Material abgebaut.

## Systematik
Die Familie wird durch genetische Studien definiert und enthält aktuell 12 Gattungen.
- Familie: Omphalotaceae
  - Gattung Anthracophyllum[3] (ca. 16 Arten, Fruchtkörper stummelfußartig; Typus: Anthracophyllum beccarianum[11])
  - Gattung Collybiopsis[12] (artenreich, Fruchtkörper schwindlings- bis rüblingsartig; Typus: Collybiopsis ramealis[12])
  - Gattung Connopus[3] (1 Art, Fruchtkörper rüblingsartig; Typus: Connopus acervatus[3])
  - Gattung Gymnopanella[3] (1 Art, Fruchtkörper schüsselförmig mit netzigem Hymenophor; Typus: Gymnopanella nothofagi und zwei weitere, noch unbeschriebene Arten[3])
  - Gattung Blasssporüblinge, Gymnopus[3] (artenreich, Fruchtkörper schwindlingsartig bis rüblingsartig; Typus: Gymnopus fusipes[3])
  - Gattung Lampteromyces[4] (3 Arten, Fruchtkörper seitlingsartig; Typus: Lampteromyces japonicus[13])
  - Gattung Lentinula[3] (4 Arten[3], Fruchtkörper dickfleischig, zäh, mit Trichterlingshabitus; Typus: Lentinula cubensis[14] = Lentinula boryana[15])
  - Gattung Mycetinis[3][7] (13 Arten[7], Fruchtkörper schwindlingsartig;Typus: Mycetinis alliaceus[3])
  - Gattung Omphalotus[3] (12 Arten, Fruchtkörper trichterlings- bis seitlingsartig; Typus: Omphalotus olearius[16])
  - Gattung Paragymnopus[3] (6 Arten, Fruchtkörper schwindlingsartig; Typus: Paragymnopus perforans[3])
  - Gattung Pusillomyces[3] (3 Arten, Fruchtkörper stark reduziert, unterseits glatt, gestielt trichterförmig;Typus: Pusillomyces manuripioides[3])
  - Gattung Rosasporrüblinge, Rhodocollybia[3] (über 30 Arten, Fruchtkörper rüblingsartig, Typus: Rhodocollybia maculata[17])

Noch nicht als eigene Gattung beschrieben, aber bereits provisorisch als Klade benannt ist / Clade Pallidocephalus (2–3 Arten, schwindlingsartig; Namensgeber ist Marasmius pallidocephalus).

## Galerie ausgewählter Vertreter der Familie

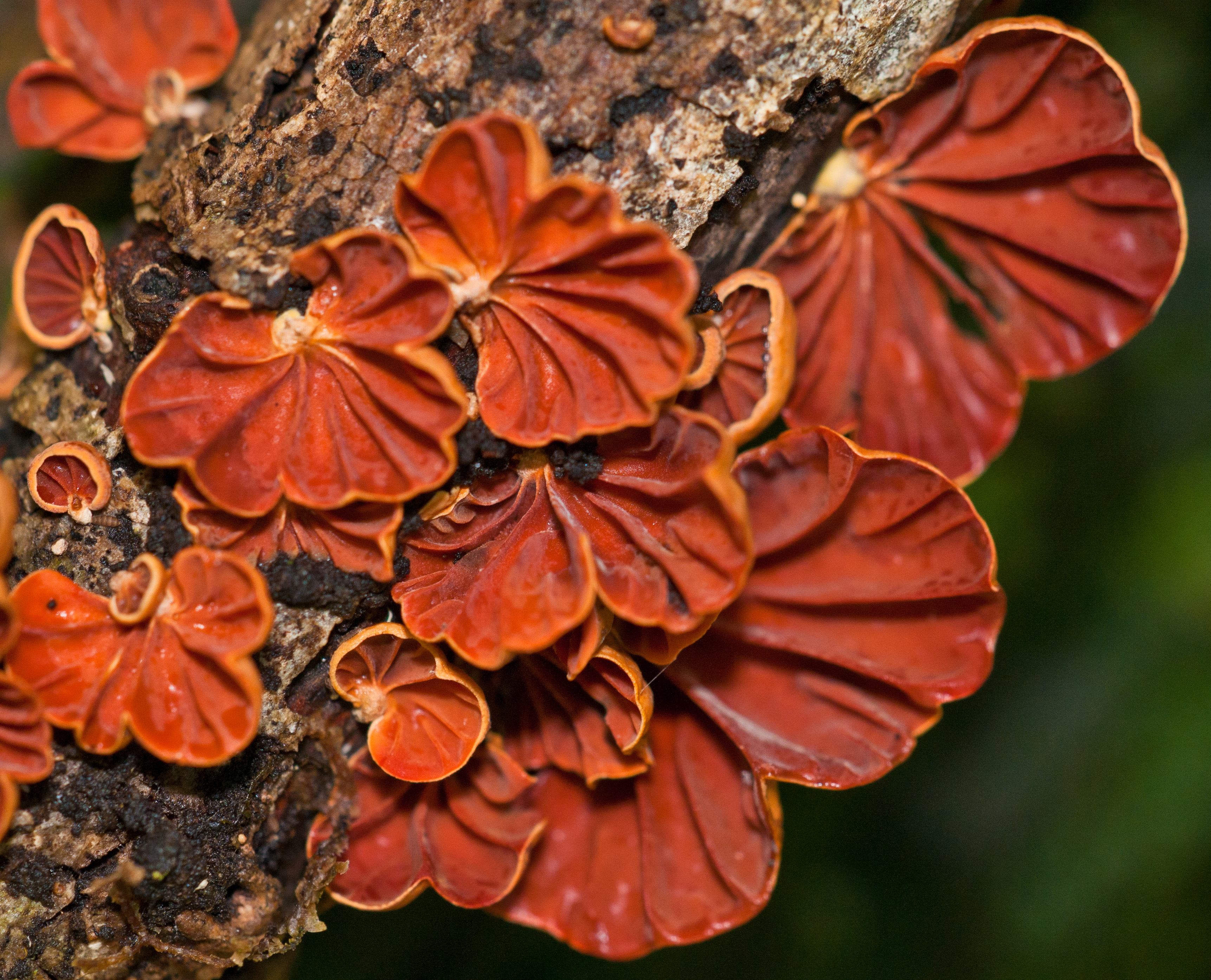
Anthracophyllum archeri
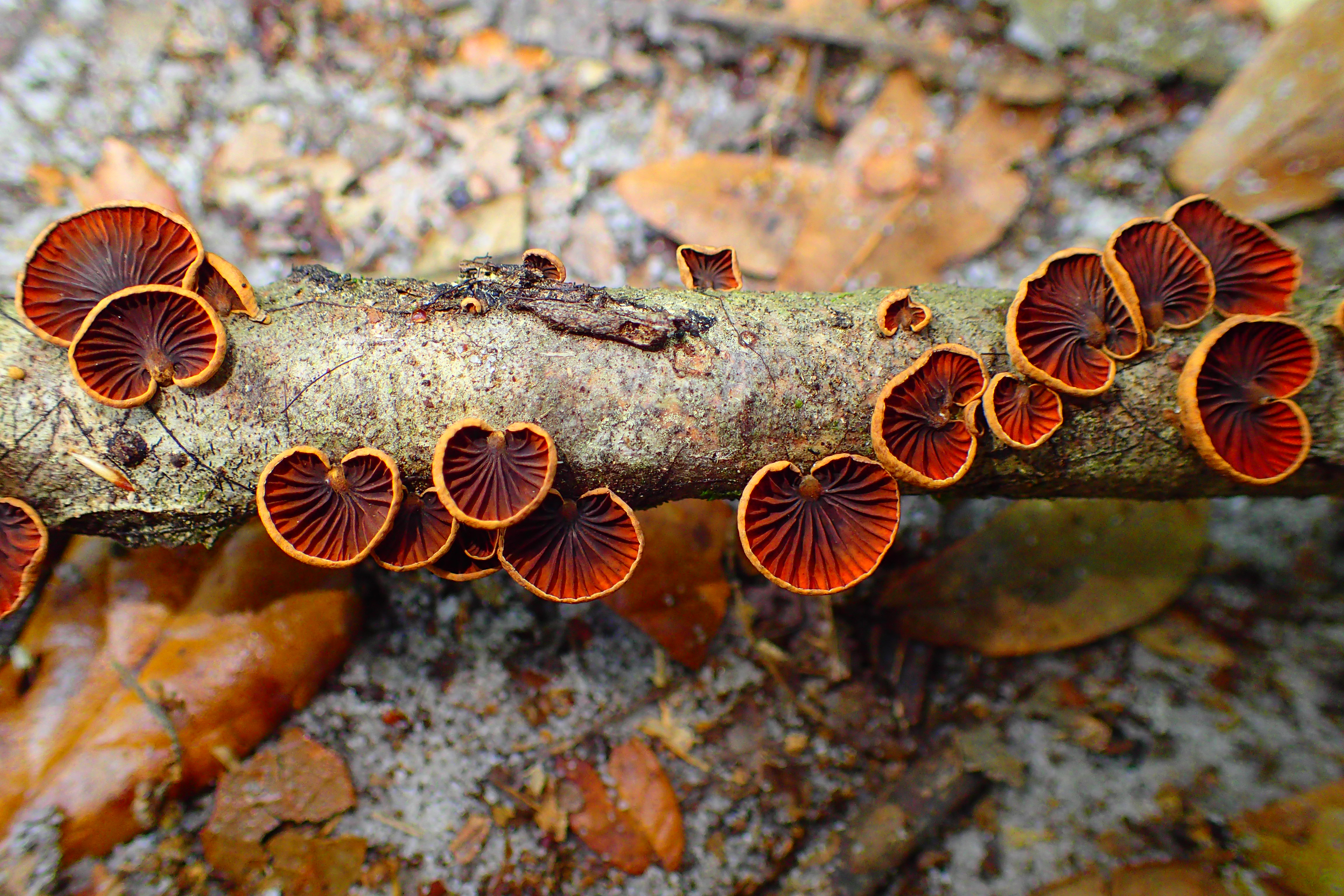
Anthracophyllum lateritium
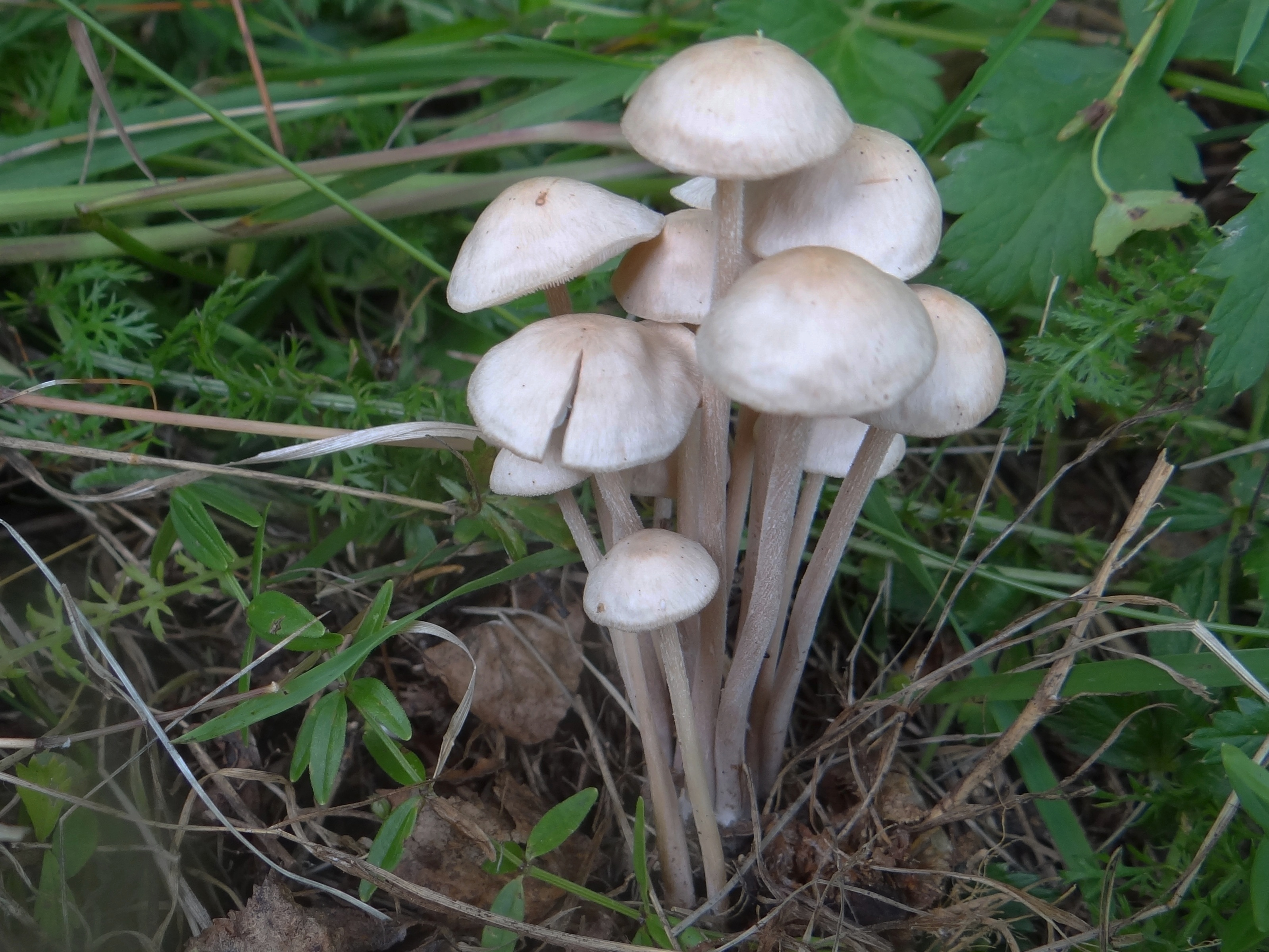
Knopfstieliger Rübling Marasmiellus confluens
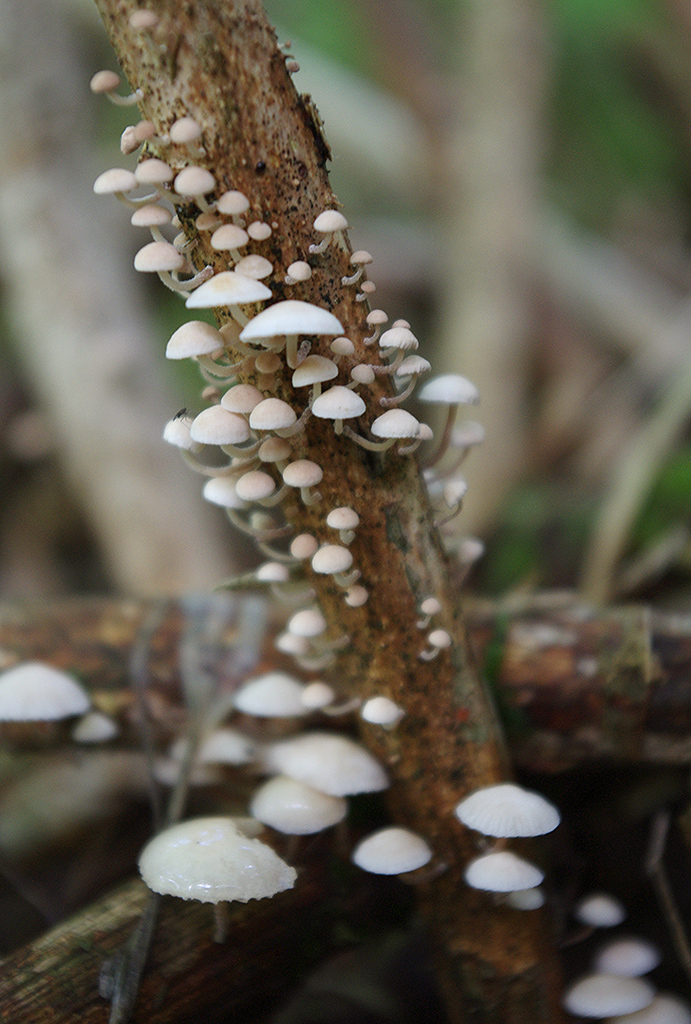
Ästchen-Zwergschwindling Marasmiellus ramealis
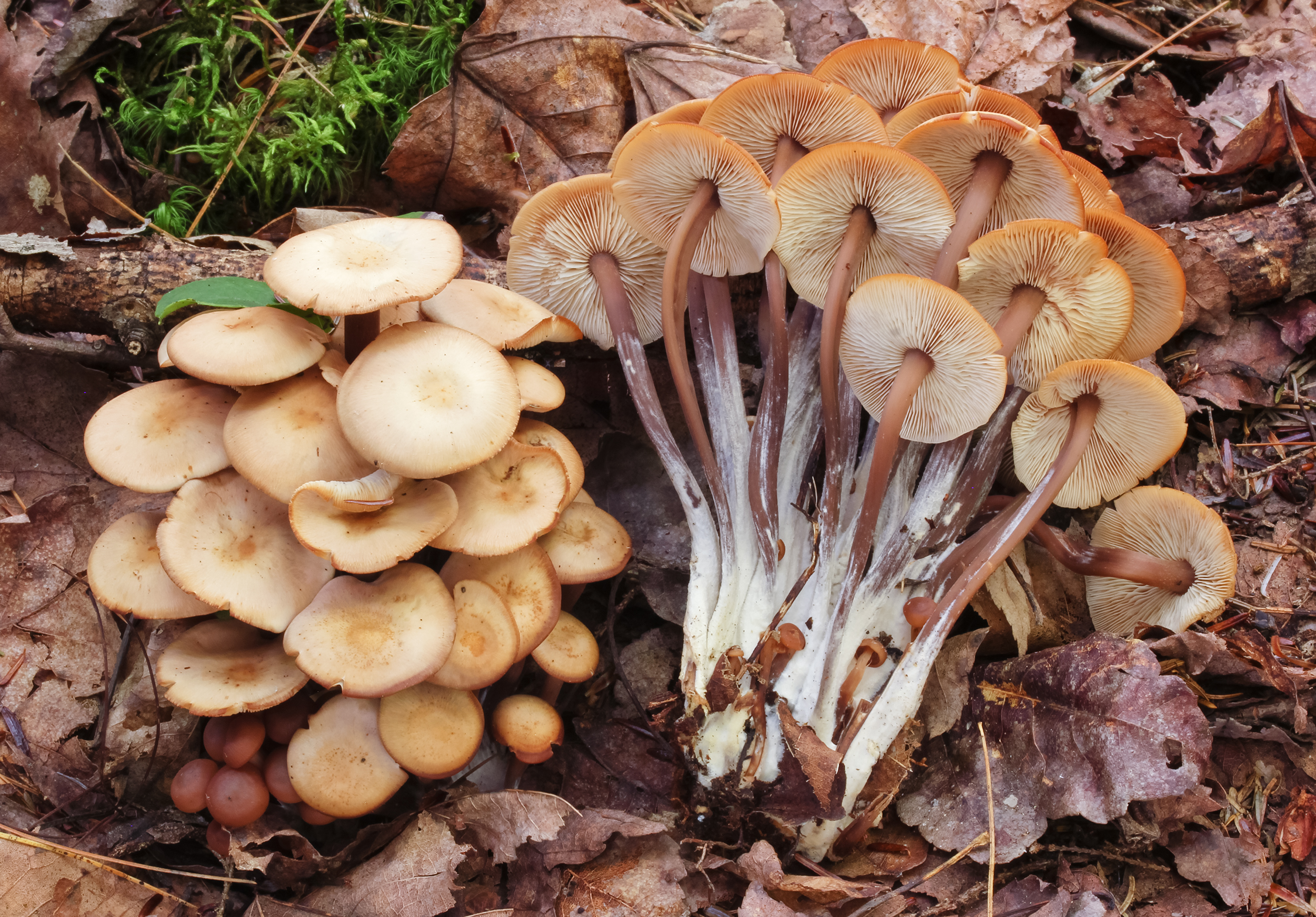
Connopus acervatus
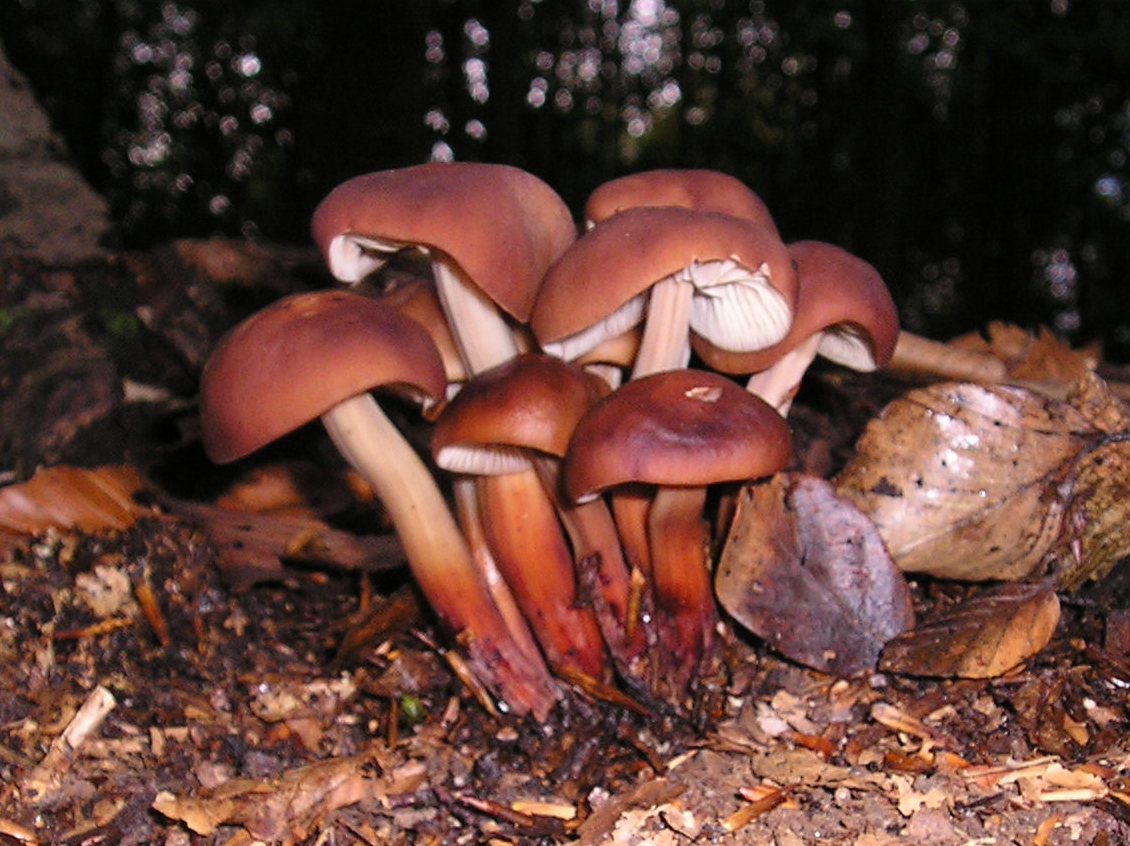
Spindeliger Rübling Gymnopus fusipes
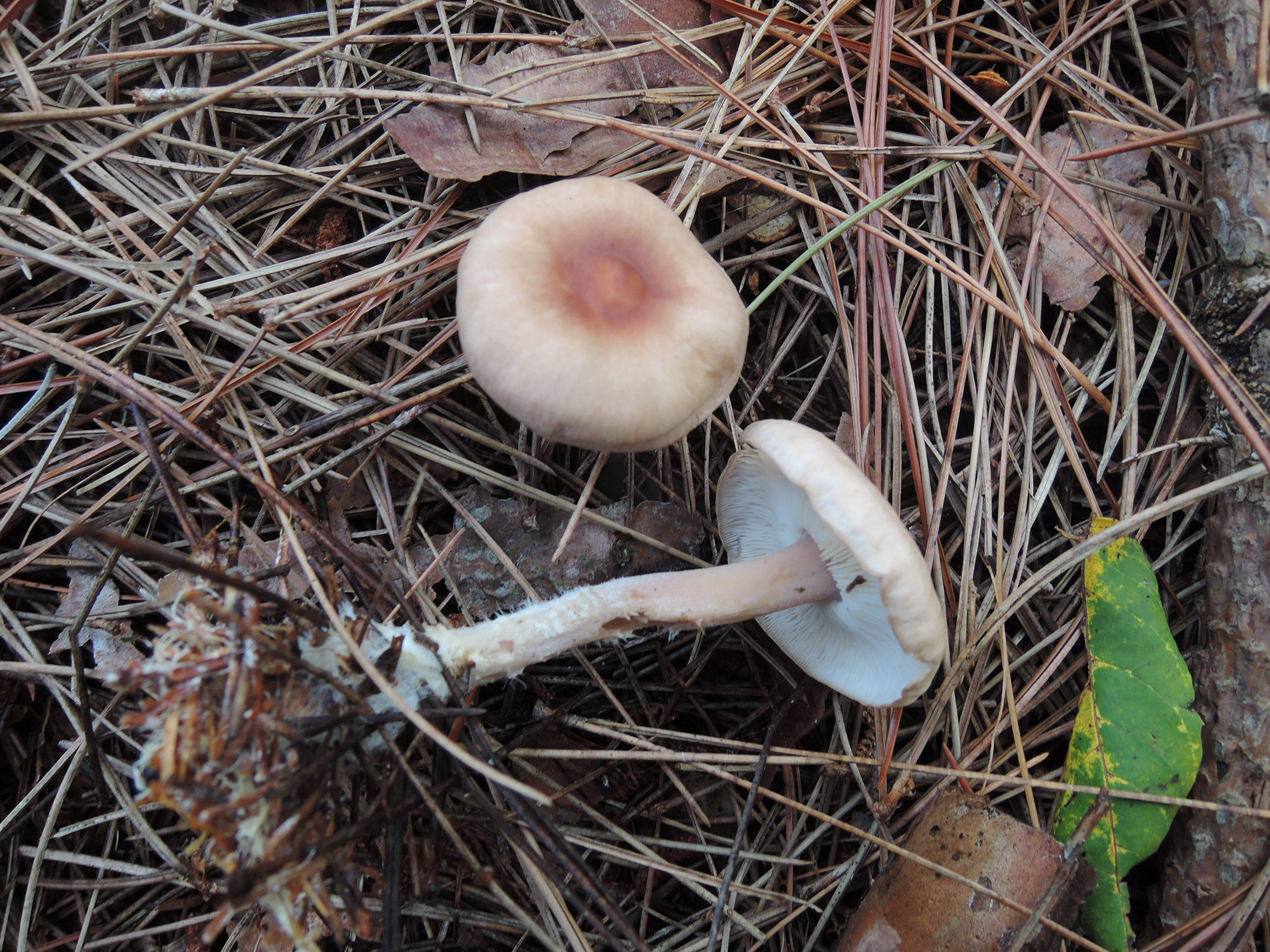
Gymnopus hariolorum
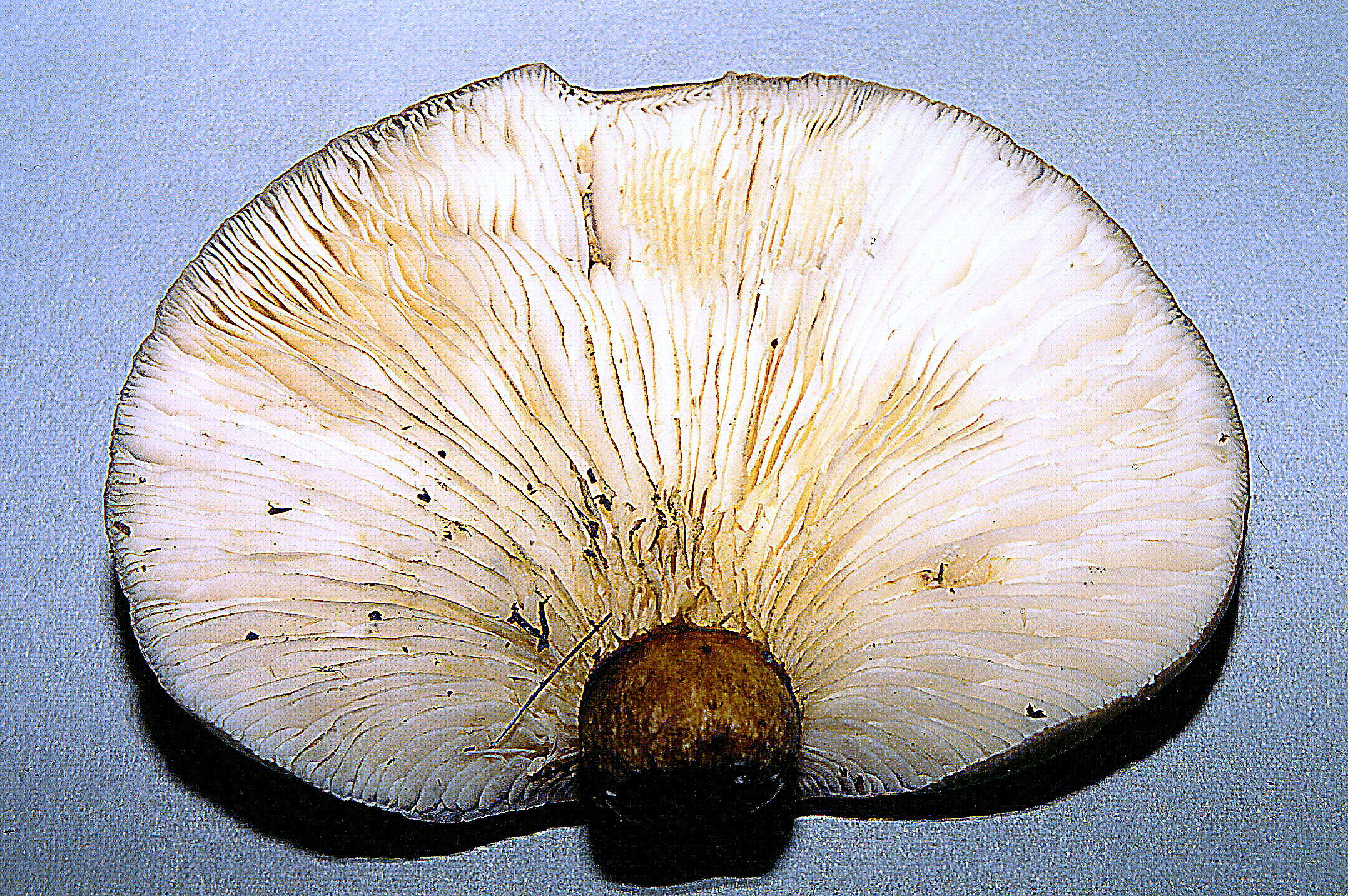
Lampteromyces japonicus
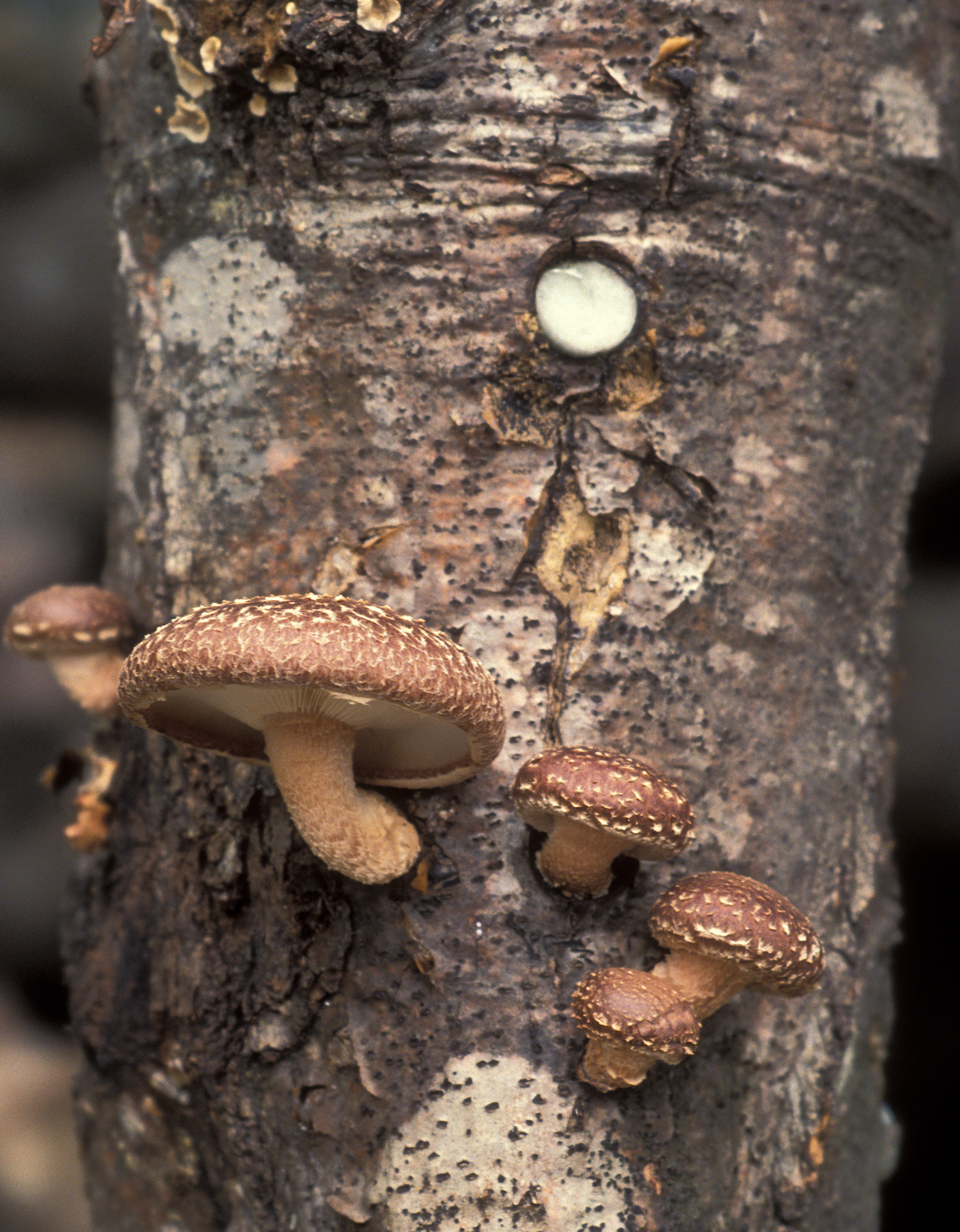
Shiitake Lentinula edodes
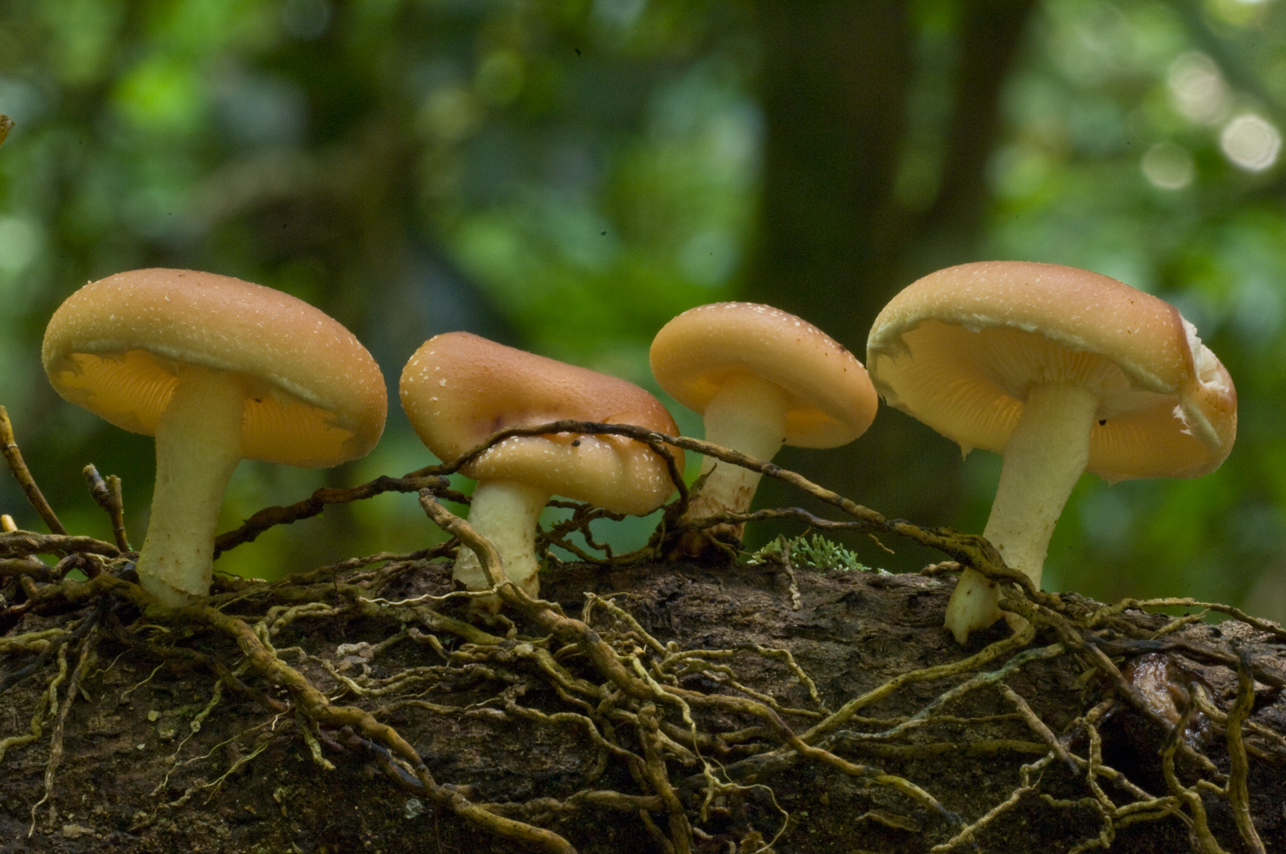
Lentinula lateritia
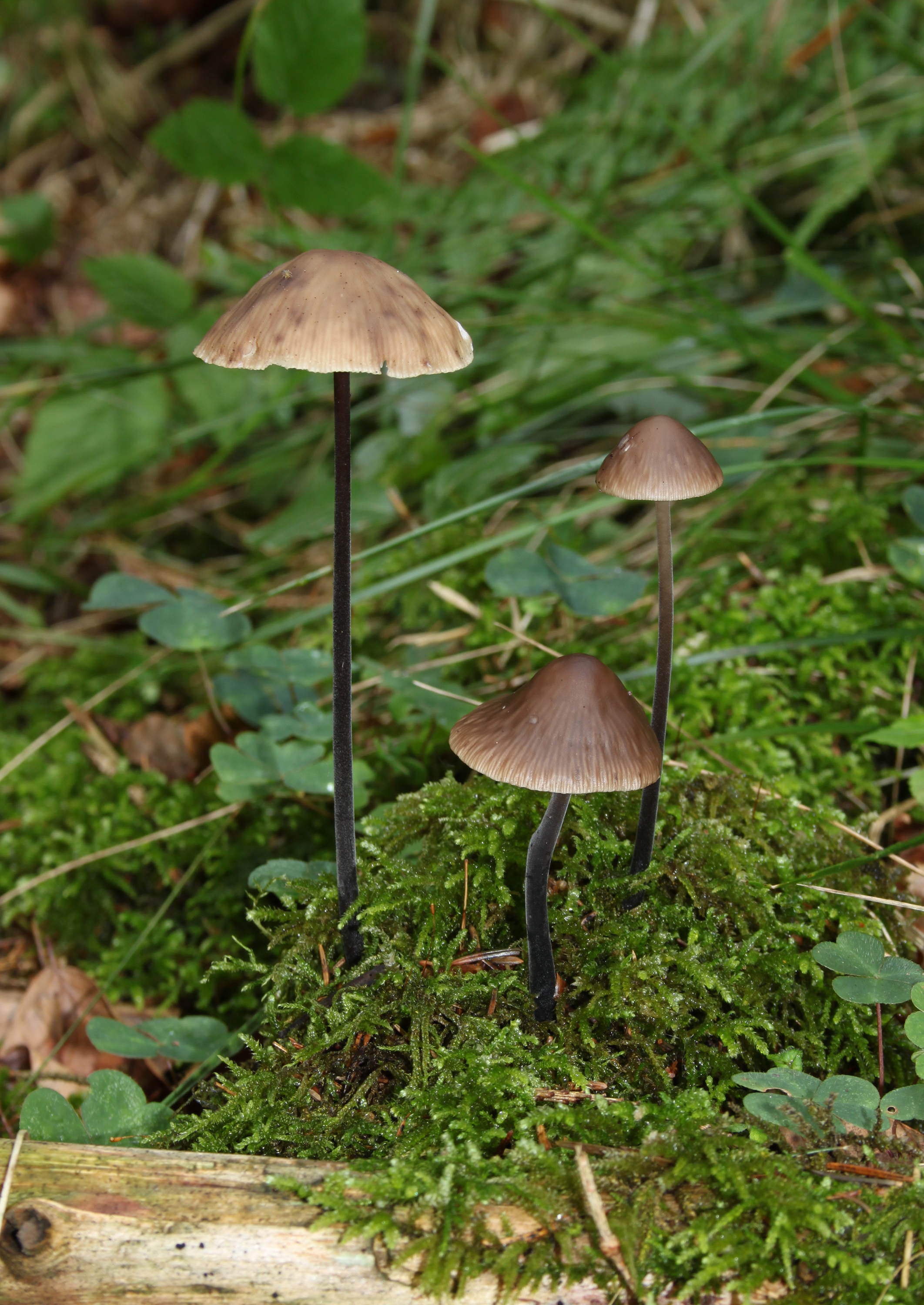
Saitenstieliger Knoblauchschwindling Mycetinis alliaceus
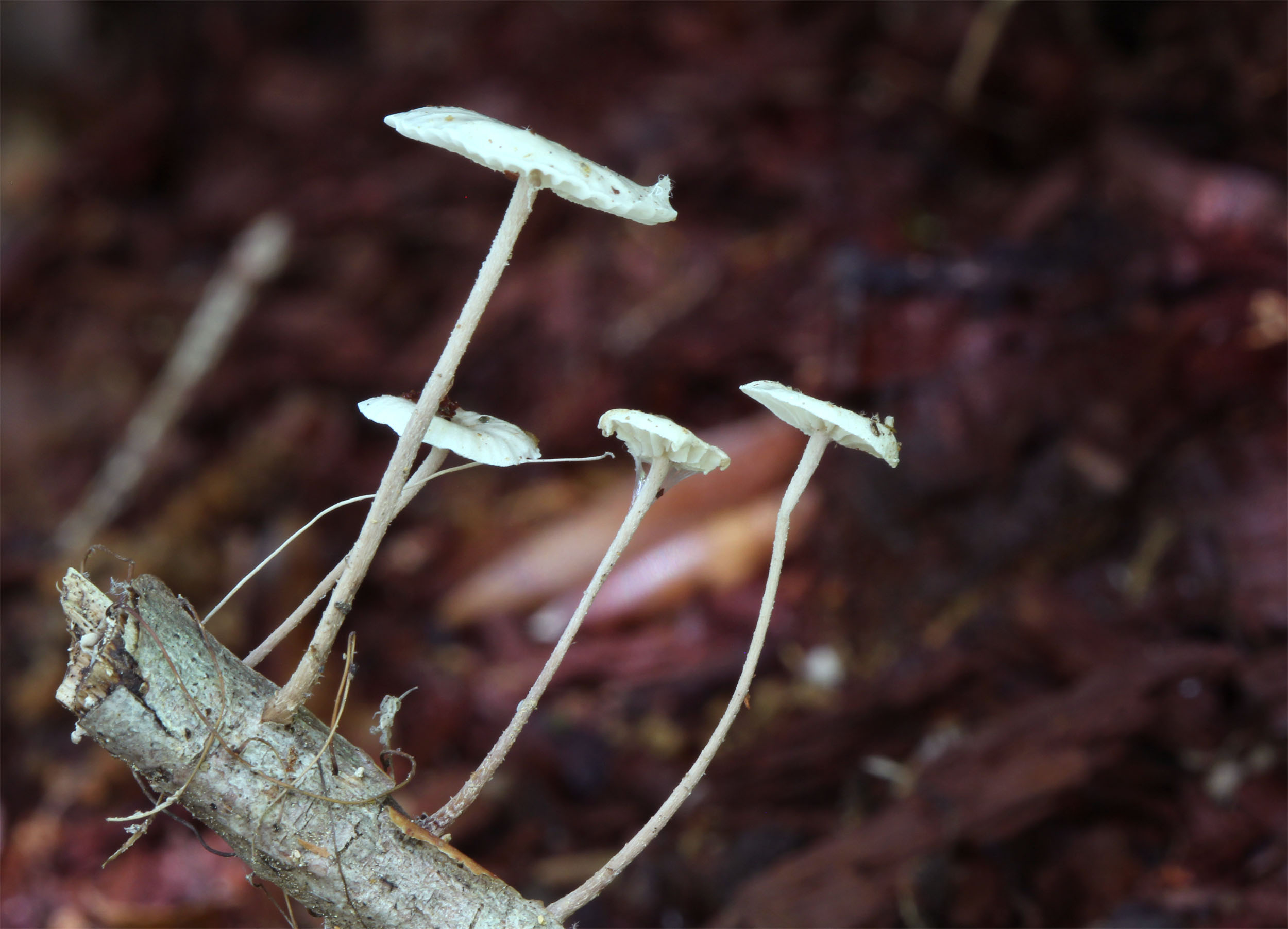
Mycetinis opacus
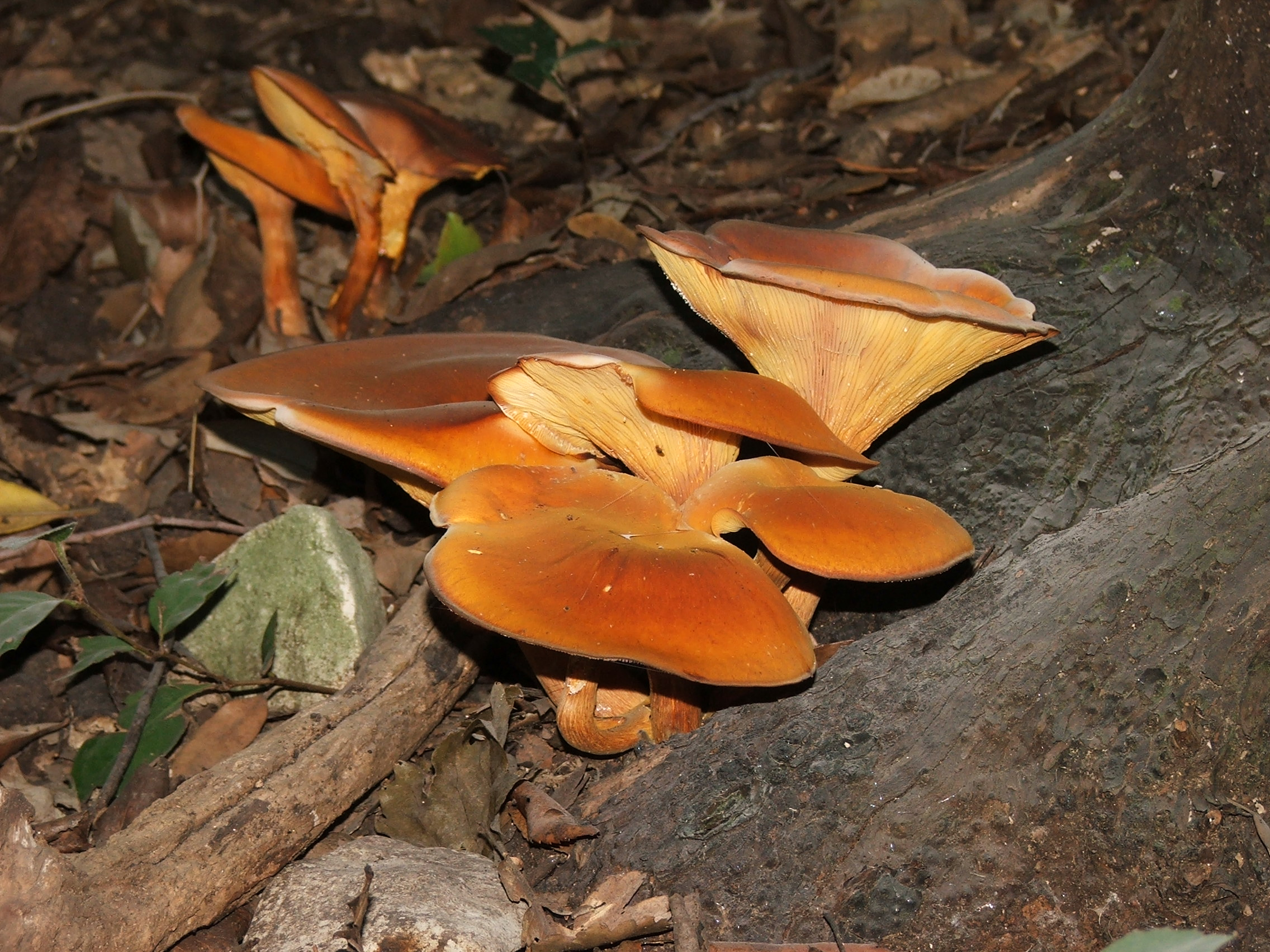
Dunkler Ölbaumpilz Omphalotus olearius
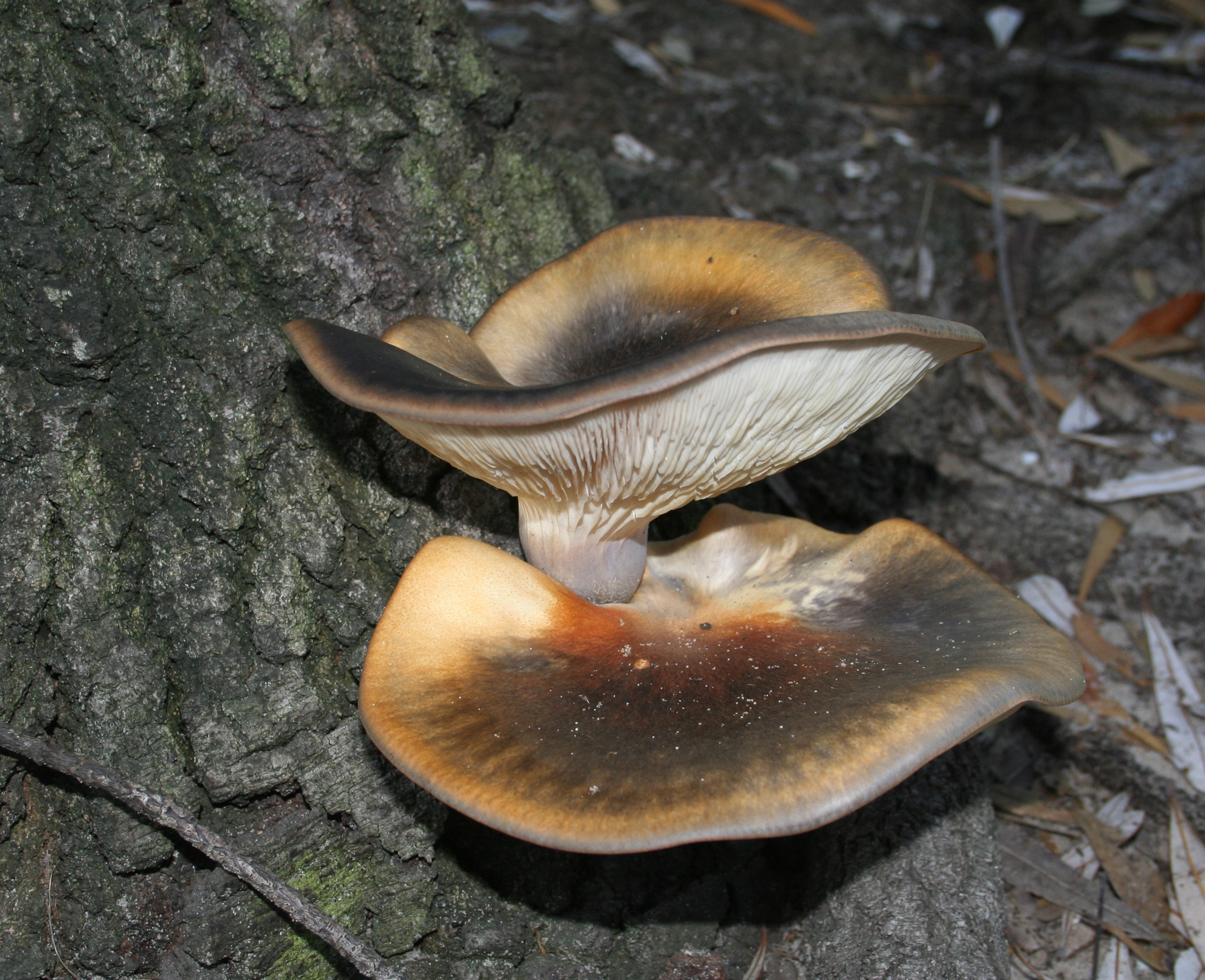
Australischer Geisterpilz Omphalotus nidiformis
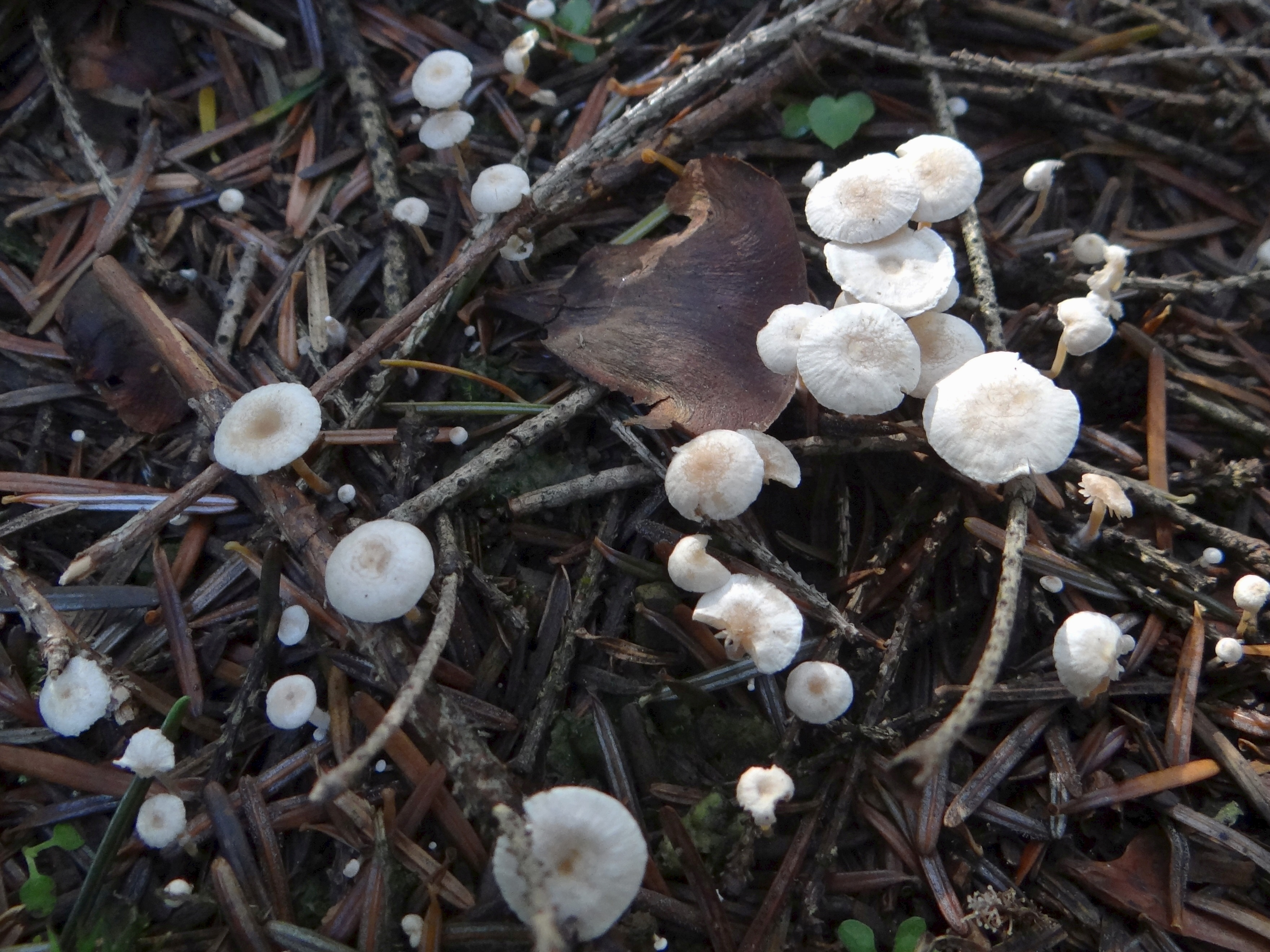
Zwerg-Stinkschwindling Paragymnopus perforans
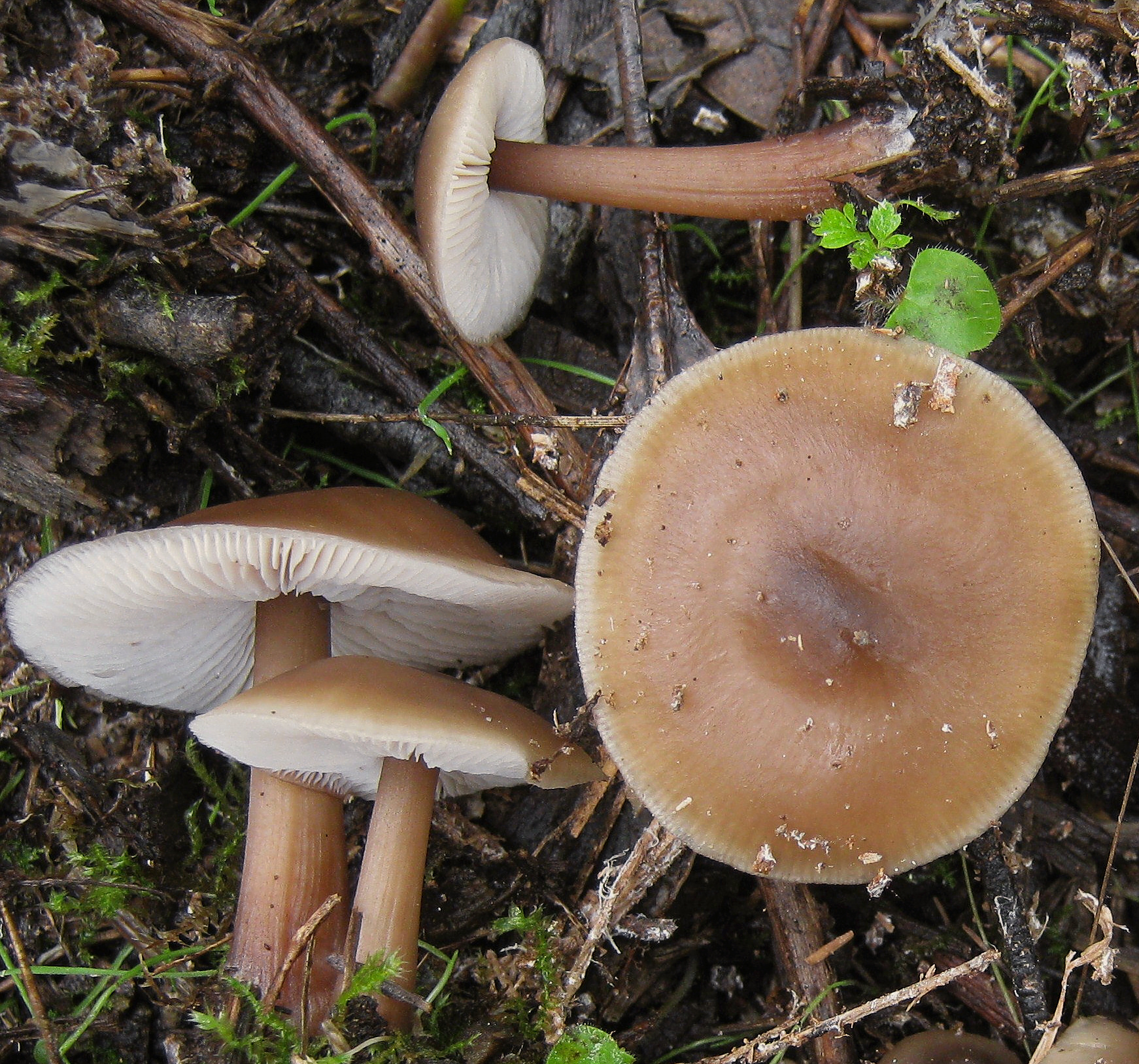
Butter-Rübling Rhodocollybia butyracea
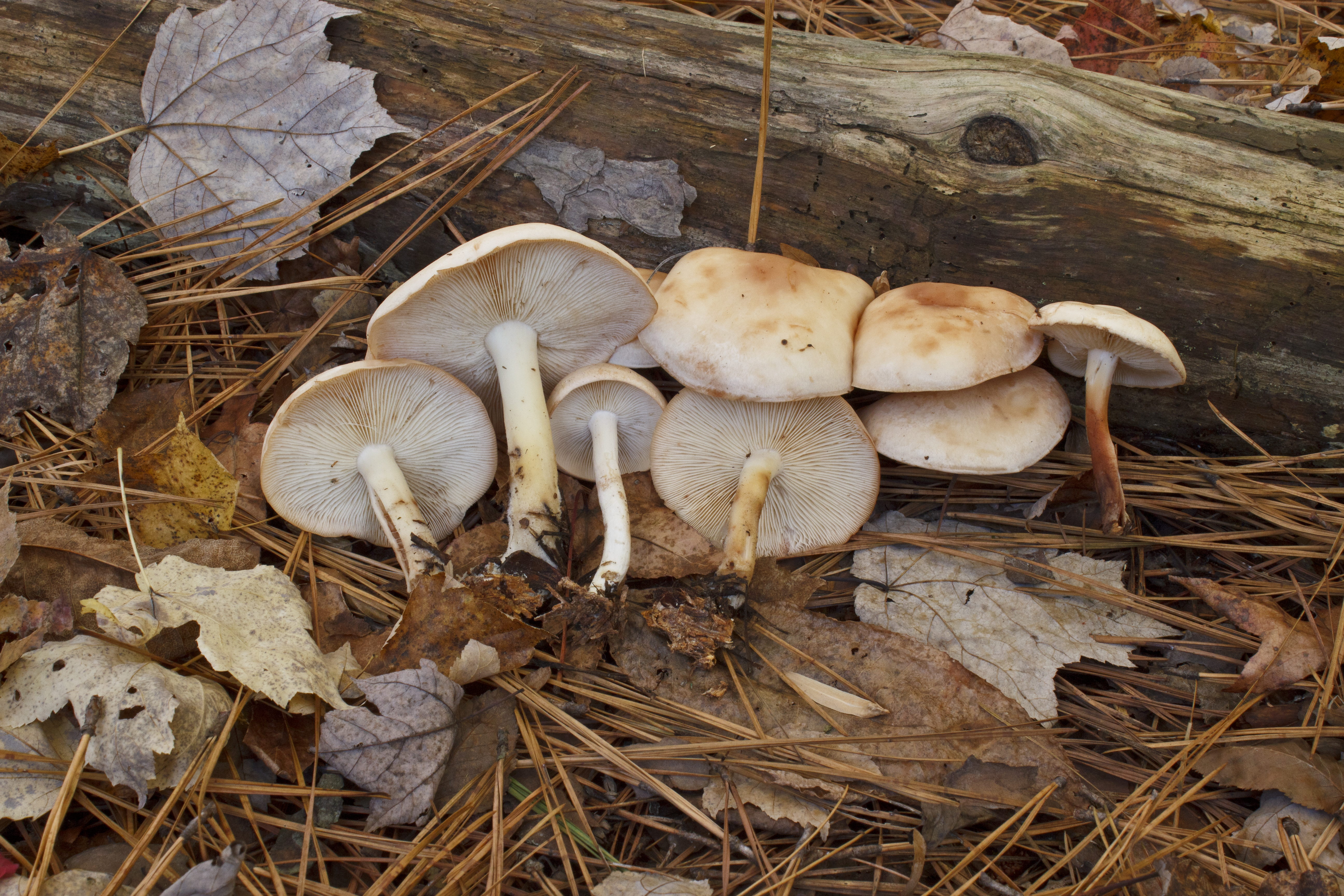
Gefleckter Rosasporrübling Rhodocollybia maculata

## Bedeutung
Der Shiitake ist ein sehr bekannter und insbesondere im asiatischen Raum geschätzter Speisepilz. Zudem enthält er zahlreiche, pharmazeutisch interessante Inhaltsstoffe und wird auch in der traditionellen chinesischen Medizin (TCM) als Heilmittel bzw. zur Gesunderhaltung genutzt.
Die Familie der Omphalotaceae enthält neben dem Shiitake nur wenige Speisepilze, so beispielsweise Vertreter der Gattungen der Blasssporrüblinge (Gymnopus), der Rosasporrüblinge (Rhodocollybia) und der Gattung Mycetinis.
Als stark giftig zählen die Vertreter der Gattungen Omphalotus und Lampteromyces, aber auch in den anderen Gattungen, so z. B. bei den Blasssporrüblingen, sind magen-darm-giftige Arten bekannt.